# Синтагма (лингвистика)
Синта́гма (др.-греч. σύνταγμα, букв. «сопорядок», от σύν «с» и τάγμα «порядок») — совокупность нескольких слов, объединённых по принципу семантико-грамматически-фонетической сочетаемости, единица синтагматики. Объём конкретной синтагмы определяется не только реальным употреблением слов в связке, но и самой сочетаемостью — возможностью объединения предметов, признаков и процессов окружающей действительности.
Минимальной длиной синтагмы следует считать простые словосочетания, однако размер их может достигать целой фразы, поэтому понятия «синтагма» и «словосочетание» не всегда совпадают.

## Синтагмы в фонетике
Несколько другое понимание термина обнаруживается в фонетике, где синтагмой именуется относительно законченный по смыслу отрезок речевой цепи, границы которого определяются только просодическими средствами. В данном случае синтагма — фонетическое единство, выражающее единое смысловое целое в процессе речи-мысли и могущее состоять как из одной ритмической группы, так и из целого ряда их.